# Památník třídních bojů a vítězství
Památník třídních bojů a vítězství byl památník obětem Babického případu v Babicích. 

## Popis
V roce 1951 proběhl v obci Babický případ, kdy ve škole byli zavražděni místní politici a následně pak několik osob z Babic a okolí bylo uvězněno a popraveno. V roce 1953 byly do budovy školy umístěny upomínkové předměty k událostem z roku 1951. V roce 1954 pak byla v jedné ze tříd vybudována pamětní síň, tu připravilo a staralo se o ní někdejší Západomoravské muzeum (pozdější Muzeum Vysočiny Třebíč). Pozdější budova expozice byla vybudována ve spolupráci s Ministerstvem vnitra ČSSR v roce 1981. 
Obsahem expozice byla historie vesnice, fotografie z doby kolem roku 1951 a vybavení místnosti, kde se odehrál násilný čin. Památník byl uzavřený po roce 1990 a ve druhé polovině 90. let byla sňata i pamětní deska z roku 1951.
V obci se také nachází Pomník babické tragédie pracovníkům MNV Tomáši Kuchtíkovi, Bohumíru Netoličkovi a Josefu Roupcovi od sochaře Miloše Axmana, který byl odhalen 21. září 1975, do roku 1997 chráněný jako kulturní památka z politických důvodů a v obci zůstal i po roce 1990. Původní základní kámen k pomníku z roku 1971 na jiném místě byl již odstraněn v roce 2000.